# 선형 변환
선형 변환(線型變換, 영어: linear transformation, vector space homomorphism, linear function) 또는 선형 사상(線型寫像, 영어: linear map, linear mapping) 또는 선형 연산자(線型演算子, 영어: linear operator) 혹은 선형 작용소(線型作用素)는 선형대수학에서 선형 결합을 보존하는, 두 벡터 공간 사이의 함수이다.

## 정의
체 {\displaystyle K} 위의 두 벡터 공간 {\displaystyle V}, {\displaystyle W} 사이의 함수 {\displaystyle T\colon V\to W}에 대하여, 다음 조건들이 서로 동치이며, 이를 만족시키는 {\displaystyle T}를 선형 변환이라고 한다.
- 다음 두 조건을 만족시킨다.
  - 임의의 두 벡터 {\displaystyle u,v\in V}에 대하여, {\displaystyle T(u+v)=T(u)+T(v)}
  - 임의의 스칼라 {\displaystyle a\in K} 및 벡터 {\displaystyle v\in V}에 대하여, {\displaystyle T(av)=aT(v)}
- 임의의 스칼라 {\displaystyle a\in K} 및 두 벡터 {\displaystyle u,v\in V}에 대하여, {\displaystyle T(au+v)=aT(u)+T(v)}
- 임의의 자연수 {\displaystyle m\in \mathbb {N} } 및 스칼라들 {\displaystyle a_{1},a_{2},\ldots ,a_{m}\in K} 및 벡터들 {\displaystyle v_{1},v_{2},\dotsc ,v_{m}\in V}에 대하여,
{\displaystyle T(a_{1}v_{1}+a_{2}v_{2}+\cdots +a_{m}v_{m})=a_{1}T(v_{1})+a_{2}T(v_{2})+\cdots +a_{m}T(v_{m})}

두 벡터 공간 {\displaystyle V,W} 사이의 선형 변환이 이루는 벡터 공간의 기호는 {\displaystyle \hom(V,W)} 또는 {\displaystyle L(V,W)}이며, 벡터 공간 {\displaystyle V} 위의 선형 변환들이 이루는 단위 결합 대수의 기호는 {\displaystyle \hom(V)} 또는 {\displaystyle L(V)}이다. 벡터 공간과 그 체 사이의 선형 변환 {\displaystyle T\colon V\to K}을 선형 범함수(線型汎函數, 영어: linear functional, linear form)라고 하며, 이들이 이루는 벡터 공간을 쌍대 공간 {\displaystyle V^{*}}이라고 한다.
용어 '선형 연산자' · '선형 작용소' · '선형 범함수'는 보통 무한 차원 벡터 공간 사이의 선형 변환에 많이 쓰인다. 일부 문헌에서 '선형 변환' · '선형 연산자' · '선형 작용소' · '선형 범함수'은 정의역과 공역이 같은 선형 변환을 일컬으며, 이 경우 일반적인 선형 변환을 '선형 사상'이라고 부른다.

### 행렬 표현
체 {\displaystyle K} 위의 유한 차원 벡터 공간 {\displaystyle V}와 {\displaystyle W}의 순서 기저 {\displaystyle B_{V}=\{v_{1},\dotsc ,v_{n}\}} 및 {\displaystyle B_{W}=\{w_{1},\dotsc ,w_{m}\}}가 주어졌다고 하자. 또한, {\displaystyle T\colon V\to W}가 선형 변환이라고 하자. 그렇다면, {\displaystyle K} 성분의 {\displaystyle m\times n} 행렬 {\displaystyle M}에 대하여, 다음 두 조건이 서로 동치이며, 이를 만족시키는 유일한 행렬 {\displaystyle M}을 {\displaystyle T}의 {\displaystyle B_{V},B_{W}}에 대한 행렬 {\displaystyle [T]_{B_{V},B_{W}}}이라고 한다.
- 임의의 {\displaystyle X\in K^{n}}에 대하여, {\displaystyle T\left(\sum _{j=1}^{n}x_{j}v_{j}\right)=\sum _{i=1}^{m}\sum _{j=1}^{n}M_{ij}x_{j}w_{i}}
  - 즉, 임의의 {\displaystyle X\in K^{n}}에 대하여, {\displaystyle T\left({\begin{pmatrix}v_{1}&v_{2}&\cdots &v_{n}\end{pmatrix}}X\right)={\begin{pmatrix}w_{1}&w_{2}&\cdots &w_{m}\end{pmatrix}}MX}
  - 즉, 임의의 {\displaystyle v\in V}에 대하여, {\displaystyle [T(v)]_{B_{W}}=[T]_{B_{V},B_{W}}[v]_{B_{V}}} (여기서 {\displaystyle [-]_{B_{V}},[-]_{B_{W}}}는 좌표 열벡터를 구하는 전단사 선형 변환이다.)
  - 즉, 다음 그림이 가환한다.
{\displaystyle {\begin{matrix}V&{\overset {T}{\to }}&W\\{\scriptstyle [-]_{B_{V}}}\!\downarrow &&\downarrow \!{\scriptstyle [-]_{B_{W}}}\\K^{n}&{\underset {[T]_{B_{V},B_{W}}\cdot }{\to }}&K^{m}\end{matrix}}}
- {\displaystyle T(v_{j})=\sum _{i=1}^{m}M_{ij}w_{i}\qquad (j=1,\ldots ,n)}
  - 즉, {\displaystyle {\begin{pmatrix}T(v_{1})&T(v_{2})&\cdots &T(v_{n})\end{pmatrix}}={\begin{pmatrix}w_{1}&w_{2}&\cdots &w_{m}\end{pmatrix}}M}
  - 즉, {\displaystyle [T(v_{j})]_{B_{W}}=[T]_{B_{V},B_{W}}[v_{j}]_{B_{V}}\qquad (j=1,\ldots ,n)}

## 성질
선형 변환 {\displaystyle T\colon V\to W}에 대하여, 다음 성질들이 성립한다.
- 영벡터의 상은 영벡터이다.
{\displaystyle T(0_{V})=0_{W}}
- 덧셈 역원의 상은 덧셈 역원이다.
{\displaystyle T(-v)=-T(v)\qquad (v\in V)}
- 선형 종속 벡터들의 상은 선형 종속 벡터이며, 선형 독립 벡터들을 보존할 필요충분조건은 단사 함수이다.
{\displaystyle \operatorname {rank} T(S)\leq \operatorname {rank} S\qquad (S\subseteq V)}
- 핵 {\displaystyle \ker T}는 {\displaystyle V}의 부분 벡터 공간을 이룬다. 그 정의는 다음과 같다.
{\displaystyle \ker T=\{v\in V\colon T(v)=0_{W}\}\subset V}
- 상 {\displaystyle T(V)}는 {\displaystyle W}의 부분 벡터 공간을 이룬다. 그 정의는 다음과 같다.
{\displaystyle T(V)=\{T(v)\colon v\in V\}\subset W}
- {\displaystyle T}가 단사 함수일 필요충분조건은 {\displaystyle \ker T=\{0_{V}\}}이다.
- {\displaystyle T}가 전사 함수일 필요충분조건은 {\displaystyle T(V)=W}이다.
- 만약 {\displaystyle V}와 {\displaystyle W}가 유한 차원 벡터 공간이며, {\displaystyle \dim V=\dim W}라면, 단사 선형 변환과 전사 선형 변환과 전단사 선형 변환은 서로 동치이다.

두 벡터 공간 {\displaystyle V,W} 사이에 전단사 선형 변환이 존재할 필요충분조건은 {\displaystyle \dim V=\dim W}이다. 이 경우, 선형 변환 {\displaystyle T}는 동형 사상이고, 역사상 {\displaystyle T^{-1}\colon W\to V}이 존재한다. {\displaystyle T}가 선형사상이고, 역사상이 존재할 때 역사상 {\displaystyle T^{-1}} 역시 선형사상이다.
선형 변환은 정의역의 기저의 상에 의해 유일하게 결정된다. 즉, 벡터 공간 {\displaystyle V}의 기저 {\displaystyle B} 및 벡터 공간 {\displaystyle W}에 대하여, 함수 {\displaystyle B\to W}는 유일한 선형 변환 {\displaystyle V\to W}로 확장시킬 수 있다.

### 연산에 대한 닫힘
선형 변환은 점별 덧셈·점별 스칼라 곱셈·합성·역함수 연산을 갖추며, 이들에 대하여 다음 성질들이 성립한다.
- 스칼라 {\displaystyle a,b\in K} 및 선형 변환 {\displaystyle T,U\colon V\to W}에 대하여, {\displaystyle aT+bU\colon V\to W}는 선형 변환이다.
- 선형 변환 {\displaystyle T\colon V\to W}, {\displaystyle U\colon W\to Z}에 대하여, {\displaystyle UT\colon V\to Z}는 선형 변환이다.
- 전단사 선형 변환 {\displaystyle T\colon V\to W}에 대하여, {\displaystyle T^{-1}\colon W\to V}는 선형 변환이다.
- 선형 변환 {\displaystyle T,U,R\colon V\to W}에 대하여, {\displaystyle T+U=U+T}, {\displaystyle (T+U)+R=T+(U+R)}.
- 선형 변환 {\displaystyle T,U\colon V\to W}, {\displaystyle R,S\colon W\to Z} 및 스칼라 {\displaystyle a,b,c,d\in K}에 대하여, {\displaystyle (cR+dS)(aT+bU)=acRT+adST+bcRU+bdSU}.

이에 따라, 선형 변환의 집합 {\displaystyle \hom(V,W)}는 점별 덧셈·점별 스칼라 곱셈에 따라 벡터 공간을 이루며, 자기 선형 변환의 집합 {\displaystyle \hom(V)}는 점별 덧셈·점별 스칼라 곱셈·합성에 따라 단위 결합 대수를 이룬다.

### 행렬 표현
유한 차원 벡터 공간의 경우, 선형 변환의 행렬 표현은 각종 연산을 보존한다. 즉, 세 유한 차원 벡터 공간 {\displaystyle V,W,Z} 및 순서 기저 {\displaystyle B_{V},B_{W},B_{Z}}에 대하여, 다음이 성립한다.
- {\displaystyle [aT+bU]_{B_{V},B_{W}}=a[T]_{B_{V},B_{W}}+b[U]_{B_{V},B_{W}}\qquad a,b\in K;\;T,U\in \hom(V,W)}
- {\displaystyle [UT]_{B_{V},B_{Z}}=[U]_{B_{W},B_{Z}}[T]_{B_{V},B_{W}}\qquad T\in \hom(V,W);\;U\in \hom(W,Z)}
- {\displaystyle [T^{-1}]_{B_{W},B_{V}}=[T]_{B_{V},B_{W}}^{-1}\qquad T\in \hom(V,W);\;T^{-1}\in \hom(W,V)}

벡터 공간 {\displaystyle V,W}의 차원이 각각 {\displaystyle n,m}이라고 하자. 그렇다면, 행렬 표현은 선형 변환 공간 {\displaystyle \hom(V,W)}와 행렬 공간 {\displaystyle \operatorname {Mat} (m,n;K)} 사이의 벡터 공간 동형이며, 선형 변환 공간 {\displaystyle \hom(V)}와 정사각 행렬 공간 {\displaystyle \operatorname {Mat} (n;K)} 사이의 단위 결합 대수 동형이다.
유한 차원 벡터 공간 사이의 선형 변환의 서로 다른 기저에 대한 행렬은 서로 동치 행렬이며, 정의역과 공역이 같은 선형 변환의 서로 다른 기저에 대한 행렬은 서로 닮음 행렬이다.
구체적으로, {\displaystyle V}의 두 순서 기저 {\displaystyle B_{V},B_{V}'} 및 {\displaystyle W}의 두 순서 기저 {\displaystyle B_{W},B_{W}'}가 주어졌다고 하자. 그렇다면, 선형 변환 {\displaystyle T\colon V\to W}의 두 가지 행렬 {\displaystyle [T]_{B_{V},B_{W}}}과 {\displaystyle [T]_{B_{V}',B_{W}'}}의 관계는 다음과 같다.
{\displaystyle [T]_{B_{V}',B_{W}'}=[U_{B_{W},B_{W}'}]_{B_{W}}^{-1}[T]_{B_{V},B_{W}}[U_{B_{V},B_{V}'}]_{B_{V}}}
여기서 {\displaystyle U_{B_{V},B_{V}'}\colon V\to V}와 {\displaystyle U_{B_{W},B_{W}'}\colon W\to W}는 순서 기저를 변경하는 전단사 선형 변환이다. 보통 선형 변환의 두 가지 행렬을 {\displaystyle [T]_{B_{V},B_{W}}=M} 및 {\displaystyle [T]_{B_{V}',B_{W}'}=N}과 같이 쓰며, 두 기저 변환의 행렬을 {\displaystyle [U_{B_{V},B_{V}'}]_{B_{V}}=P} 및 {\displaystyle [U_{B_{W},B_{W}'}]_{B_{W}}=Q}와 같이 쓴다. 이를 통해 위 관계를 다시 쓰면 다음과 같다.
{\displaystyle N=Q^{-1}MP}
특히, 만약 {\displaystyle V=W}이며 {\displaystyle B_{V}=B_{W}=:B}이며 {\displaystyle B_{V}'=B_{W}'=:B'}일 경우, 전단사 선형 기저 변환을 {\displaystyle U_{B,B'}\colon V\to V}, 그 행렬을 {\displaystyle [U_{B,B'}]_{B}=P}로 쓰자. 그렇다면, 선형 변환 {\displaystyle T\colon V\to V}의 두 행렬 {\displaystyle [T]_{B}=M} 및 {\displaystyle [T]_{B'}=N}의 관계는 다음과 같다.
{\displaystyle [T]_{B'}=[U_{B,B'}]_{B}^{-1}[T]_{B}[U_{B,B'}]_{B}}
즉, 다음과 같다.
{\displaystyle N=P^{-1}MP}

## 예
체 {\displaystyle K} 및 그 위의 벡터 공간 {\displaystyle V}, {\displaystyle W}가 주어졌을 때, 선형 변환의 예는 다음과 같다.
- 항등 변환 {\displaystyle \operatorname {id} \colon V\to V}, {\displaystyle v\mapsto v}는 선형 변환이다. (임의의 기저에 대한) 행렬 표현은 단위 행렬이다.
- 스칼라 {\displaystyle c\in K}의 곱셈 {\displaystyle c\cdot \colon V\to V}, {\displaystyle v\mapsto cv}는 선형 변환이다. (임의의 기저에 대한) 행렬 표현은 스칼라 행렬이다.
- 모든 벡터를 영벡터로 대응시키는 변환 {\displaystyle 0\colon V\to W}, {\displaystyle v\mapsto 0_{W}}는 선형 변환이다. (임의의 기저에 대한) 행렬 표현은 영행렬이다.
- 행렬 {\displaystyle M\in \operatorname {Mat} (m,n;K)}의 왼쪽 곱셈 {\displaystyle M\cdot \colon K^{n}\to K^{m}}, {\displaystyle x\mapsto Mx}는 선형 변환이다. 표준 기저에 대한 행렬 표현은 {\displaystyle M} 스스로다. 사실, 이는 {\displaystyle K^{n}}, {\displaystyle K^{m}} 사이의 선형 변환의 유일한 유형이다.

### 유클리드 공간
실수 집합 위의 선형 변환은 정비례 함수가 다다.
2차원 유클리드 공간 {\displaystyle \mathbb {R} ^{2}} 위의 선형 변환은 실수 2 × 2 행렬의 왼쪽 곱셈이 다다. 그 예는 다음과 같다.
| 선형 변환                            | 행렬 표현 | 도해      |
| ------------------------------------ | --- | --------- |
| 시계 반대 방향 90도 회전             | {\displaystyle {\begin{pmatrix}0&-1\\1&0\end{pmatrix}}}                                                                          | width=200 |
| 시계 반대 방향 135도 회전            | {\displaystyle {\begin{pmatrix}\cos \theta &-\sin \theta \\\sin \theta &\cos \theta \end{pmatrix}}\qquad (\theta =135^{\circ })} |           |
| {\displaystyle x}축에 대한 반사      | {\displaystyle {\begin{pmatrix}1&0\\0&-1\end{pmatrix}}}                                                                          |           |
| 모든 방향에서 2배 확대               | {\displaystyle {\begin{pmatrix}2&0\\0&2\end{pmatrix}}}                                                                           |           |
| {\displaystyle x}축에 대한 전단      | {\displaystyle {\begin{pmatrix}1&\lambda \\0&1\end{pmatrix}}\qquad (\lambda =1)}                                                 |           |
| 쌍곡 회전(영어: hyperbolic rotation) | {\displaystyle {\begin{pmatrix}c&0\\0&{\frac {1}{c}}\end{pmatrix}}\qquad (c=3)}                                                  |           |
| {\displaystyle y}축에 사영           | {\displaystyle {\begin{pmatrix}0&0\\0&1\end{pmatrix}}}                                                                           |           |